# Tala Gouveia
Tala Gouveia (Nottingham, 2 febbraio 1984) è un'attrice britannica, nota soprattutto per aver interpretato Lauren McDonald nella serie televisiva drammatica McDonald & Dodds.

## Biografia
Gouveia è nata ha Nottingham. Figlia di due attori di teatro, Gouveia si formo al Bristol Old Vic.
Il suo primo lavoro televisivo e stato in un piccolo ruolo in EastEnders dal 2011 al 2013 come sorella Green. Nel marzo del 2020 Gouveia ha interpretato McDonald nel dramma poliziesco di ITV McDonald & Dodds a fianco di Jason Watkins.
È apparsa anche nel ruolo di Gemma Murphy nel dramma di ITV 1 Cold Feet, nella serie per bambini CBeebies Go Jetters, e ha fornito la voce regolare di Cleo Farr nella serie animata Scream Street.

## Filmografia

### Attrice

#### Cinema
- Heute oder morgen, regia di Thomas Moritz Helm (2019)
- For Love or Money, regia di Mark Murphy (2019)
- G-Loc, regia di Tom Paton (2020)

#### Televisione
- EastEnders – soap opera, 4 puntate (2011-2013)
- Doctors – serie TV, 1 episodio (2014)
- Lovesick – serie TV, 1 episodio (2014)
- Plebs – serie TV, 1 episodio (2018)
- Holby City – serie TV, 1 episodio (2018)
- Cold Feet – serie TV, 1 episodio (2019)
- McDonald & Dodds – serie TV, 8 episodi (2020 - incorso)

### Doppiatrice
- Scream Street - serie TV, 20 episodi (2015-2017)
- Go Jetters - serie TV, 30 episodi (2019-2020)

## Programmi televisivi
- Fit - 11 puntate (2013)
- The Tracey Ullman Show - 4 puntate (2016-2017)